# مارگارت اسکریون
 مارگارت اسکریون (انگلیسی: Margaret Scriven؛ ۱۲ اوت ۱۹۱۲ – ۲۵ ژانویهٔ ۲۰۰۱) یک تنیس‌باز اهل بریتانیا بود.